# Stanley Blystone
Stanley Blystone est un acteur américain né le 1er août 1894 à Eau Claire au Wisconsin et mort d'une crise cardiaque le 16 juillet 1956 à Hollywood en Californie. Il est apparu dans plus de 500 films entre 1924 et 1956.

## Filmographie partielle

### Cinéma
- 1926 : One Sunday Morning
- 1926 : Flirty Four-Flushers d'Edward F. Cline
- 1927 : The Circus Ace de Benjamin Stoloff
- 1927 : La Fierté de Pikeville (The Pride of Pikeville) d'Edward F. Cline
- 1928 : Les Quatre Fils de John Ford : l'officier
- 1928 : Le Cirque de Charlie Chaplin : un policier
- 1929 : Thru Different Eyes de John G. Blystone : un journaliste
- 1930 : La Maison de la peur : le détective
- 1930 : Redemption de Fred Niblo
- 1930 : Born Reckless : un employé du journal
- 1930 : Noche de duendes : un détective
- 1931 : Ex-Plumber : le mari de Addie
- 1931 : Le Fils de l'oncle Sam chez nos aïeux : le chevalier du roi
- 1931 : Cracked Nuts d'Edward F. Cline
- 1931 : La Diligence infernale
- 1932 : Miss Pinkerton : un policier
- 1932 : Hold 'Em Jail : Kravette
- 1932 : Wild Girl : un député
- 1933 : Fast Workers : un policier
- 1933 : Un danger public : un gardien de prison
- 1933 : Strange People : Al Burke
- 1933 : Le Docteur Cornélius (Before Dawn) de Irving Pichel
- 1933 : Le Tourbillon de la danse : le policier qui assure la circulation
- 1933 : Les Compagnons de la nouba : le manager de Brawny Speakeasy
- 1934 : We're Not Dressing : l'officier du bateau
- 1934 : L'Étoile du Moulin-Rouge : le policier qui assure la circulation
- 1934 : Tempête sur la ligne (Looking for Trouble) de William A. Wellman : un pompier
- 1934 : A Very Honorable Guy : un homme
- 1934 : L'Ennemi public no 1 de W. S. Van Dyke : le détective au tribunal
- 1934 : Résurrection : le gardien de la cellule
- 1934 : In Old Santa Fe : Hank
- 1935 : Restless Knights (en) : le capitaine de la garde
- 1935 : Rivaux
- 1935 : Toute la ville en parle : Charlie
- 1935 : Les Misérables : un gendarme
- 1935 : Les Hors-la-loi : un policier
- 1935 : Ginger : le détective
- 1935 : Code of the Mounted : le comptable de la ville
- 1935 : La Joyeuse Aventure : Joe
- 1935 : Aux frais de la princesse (The Daring Young Man) : un garde
- 1935 : La Jolie Batelière : Fred
- 1935 : Une nuit à l'opéra : le capitaine du bateau
- 1935 : La Gloire du cirque : un arbitre
- 1935 : La Fille du rebelle : un invité
- 1935 : When a Man's a Man d'Edward F. Cline
- 1936 : Les Temps modernes : le père de la gamine
- 1936 : Half Shot Shooters : Sergent MacGillicuddy
- 1936 : False Alarms (en) : un pompier
- 1936 : Je n'ai pas tué Lincoln
- 1936 : Silly Billies : le capitaine de la cavalerie
- 1936 : Cargaison humaine (Human Cargo) d'Allan Dwan : le détective
- 1936 : Sing, Baby, Sing : Kelly
- 1936 : Le Vandale : Lumberjack
- 1936 : Charlie Chan à l'Opéra : un policier
- 1937 : Jail Bait : un policier
- 1937 : Murder Goes to College de Charles Reisner
- 1937 : Goofs and Saddles : Longhorn Pete
- 1937 : J'ai le droit de vivre : un gardien
- 1937 : Un homme qui se retrouve : John
- 1937 : L'Homme qui terrorisait New York : un homme à table
- 1937 : Charlie Chan aux Jeux olympiques : un policier new-yorkais
- 1937 : L'Or et la Chair : Shérif
- 1937 : La Vie d'Émile Zola
- 1937 : Le Champion (Boots and Saddles) de Joseph Kane : Sergent
- 1937 : J'ai deux maris : un policier
- 1937 : Manhattan Merry-Go-Round : le détective
- 1937 : Vol de zozos (High Flyers) d'Edward F. Cline
- 1938 : La Ruse inutile (Red River Range) : Randall
- 1938 : Ah ! ces vedettes ! (The Affairs of Annabel) de Benjamin Stoloff : policier
- 1938 : Les Flibustiers : un pirate
- 1938 : L'Impossible Monsieur Bébé : un portier
- 1938 : Quelle joie de vivre : le policier des docks
- 1938 : The Devil's Party : le policier avec le portier
- 1938 : Les montagnards sont là : le portier
- 1938 : Des hommes sont nés : un gardien
- 1938 : La Vallée des géants : le barman
- 1938 : Panique à l'hôtel : un policier
- 1938 : L'Évadé d'Alcatraz : le deuxième officier
- 1938 : Service de Luxe : le capitaine du bateau
- 1938 : Gangster d'occasion (Co Chase Yourself) d'Edward F. Cline
- 1939 : The Lone Ranger Rides Again : Raider Murdock
- 1939 : La Lutte pour le ranch (Three Texas Steers) : Henchman Rankin
- 1939 : Le Premier Rebelle : un colon
- 1939 : Mr. Moto Takes a Vacation : le capitaine du bateau
- 1939 : Man of Conquest : Goodwin Davis
- 1939 : La Chanson du Sud (Way Down South) de Leslie Goodwins et Bernard Vorhaus : un avocat
- 1939 : Mélodie de la jeunesse : un policier
- 1939 : Veillée d'amour : un conducteur de bus
- 1939 : Celui qui avait tué la mort (The Man They Could Not Hang) : le gardien de prison
- 1939 : The Day the Bookies Wept de Leslie Goodwins
- 1939 : Chantage
- 1939 : The Escape : un policier
- 1939 : La Tour de Londres : Tom Clink
- 1940 : Les As d'Oxford d'Alfred J. Goulding : un policier
- 1940 : Quai numéro treize (Pier 13) d'Eugene Forde :  un policier
- 1940 : Le Retour de l'homme invisible de Joe May
- 1940 : La Jeunesse d'Edison de Norman Taurog : un militaire
- 1940 : Johnny Apollo : le gardien dans la bibliothèque
- 1940 : L'Escadron noir : Tough
- 1940 : Capitaine Casse-Cou : un marin
- 1940 : Chantez, dansez, mes belles ! (Dance, Girl, Dance) de Dorothy Arzner
- 1940 : Chanson d'avril : un détective
- 1940 : The Tulsa Kid de George Sherman
- 1940 : Le Fils de Monte-Cristo : Max
- 1941 : La Fille du péché : la victime de la loterie
- 1941 : Tall, Dark and Handsome : un policier
- 1941 : Deux Nigauds soldats : le sergent recruteur
- 1941 : Une épouse modèle (Model Wife) de Leigh Jason
- 1941 : Rendez-vous d'amour : Joe
- 1941 : Qui a tué Vicky Lynn ? : le détective
- 1942 : Even as IOU : le ventriloque
- 1942 : Le meurtrier s'est échappé (Fly-by-Night) de Robert Siodmak : un policier
- 1942 : La Folle Histoire de Roxie Hart : un policier
- 1942 : Sacramento : le député de San Francisco
- 1942 : Powder Town : le garde de sécurité
- 1942 : Jesse James, Jr. de George Sherman : Sam Carson
- 1943 : Spook Louder : le chef des espions
- 1943 : La Cité sans hommes : le gardien de prison
- 1943 : Back from the Front : le capitaine
- 1943 : Three Little Twirps : M. Herman, le directeur du cirque
- 1943 : Convoi vers la Russie : le commandant américain
- 1943 : Le Fantôme de l'Opéra : un officier
- 1947 : Fright Night : un policier
- 1947 : Out West : Colonel
- 1947 : Killer at Large : Capitaine McManus
- 1946 : The Hoodlum Saint : un policier
- 1946 : L'Impératrice magnifique : l'homme à l'extérieur du tribunal
- 1947 : Californie terre promise : un mineur
- 1947 : The Thirteenth Hour : le détective
- 1947 : Ma femme, la capitaine (Suddenly, It's Spring) : le détective de l'hôtel
- 1947 : Au carrefour du siècle : le garde civil
- 1947 : Les Exploits de Pearl White : le journaliste
- 1947 : En route vers Rio
- 1948 : Shivering Sherlocks : le client du café
- 1948 : Pardon My Clutch
- 1948 : The Gentleman from Nowhere : Bailiff
- 1948 : La Cité de la peur : Bouncer
- 1948 : Ma vie est une chanson : Brakeman
- 1948 : Visage pâle : Joe le patron du saloon
- 1948 : Le Condamné de la cellule cinq (I Wouldn't Be in Your Shoes) de William Nigh
- 1949 : Rustlers : Rancher
- 1949 : L'Homme au chewing-gum : un policier
- 1949 : La Fille des prairies : le cowboy
- 1949 : Les Fous du roi
- 1949 : Samson et Dalila
- 1950 : Slaphappy Sleuths : le leader du gang
- 1950 : L'Homme du Nevada
- 1950 : Singing Guns : le député
- 1950 : Sur le territoire des Comanches : le Rancher
- 1950 : Kill the Umpire : le policier
- 1950 : J'ai trois amours : le passager du bateau qui descend
- 1950 : Atom Man vs. Superman : Joe Evans
- 1950 : Maman est à la page : le policier new-yorkais
- 1950 : Jean Lafitte, dernier des corsaires : un pirate
- 1951 : La Bagarre de Santa Fe : un député
- 1951 : Riche, jeune et jolie : un serveur
- 1951 : Espionne de mon cœur : un garde
- 1951 : Destination Mars (Flight to Mars) de Lesley Selander : un membre du conseil martien
- 1952 : A Missed Fortune : le détective
- 1952 : À feu et à sang : le passager du train
- 1952 : L'Ange des maudits : un rancher
- 1952 : Les Conquérants de Carson City : le propriétaire de la mine
- 1952 : Duel sans merci : Sam
- 1952 : Le Faucon d'or : un pirate
- 1952 : L'Heure de la vengeance : un mineur
- 1953 : Victime du destin : le joueur de carte
- 1953 : Deux Nigauds chez Vénus
- 1953 : Quand la poudre parle : le joueur d'échecs
- 1953 : L'aventure est à l'ouest : un villageois
- 1953 : La Nuit sauvage
- 1953 : La Blonde du Far-West : le patron du saloon
- 1953 : La Dernière Chevauchée (The Last Posse) d'Alfred L. Werker
- 1954 : C'est pas une vie, Jerry : Ike, l'ingénieur du train
- 1954 : Le Raid : un villageois
- 1954 : Trois Heures pour tuer : un villageois
- 1954 : Le Nettoyeur : un villageois
- 1955 : La Chérie de Jupiter de George Sidney : un citoyen
- 1955 : Headline Hunters de William Witney : le veilleur de nuit
- 1955 : Ville sans loi de Joseph H. Lewis : rancher
- 1956 : Le Trouillard du Far West de Norman Taurog : un villageois

### Télévision
- 1955-1956 : Le Choix de... : plusieurs personnages (4 épisodes)
- 1956 : The Life and Legend of Wyatt Earp : plusieurs personnages (8 épisodes)